# Tvåtjärnarna (Edsele socken, Ångermanland)
Tvåtjärnarna är en sjö i Sollefteå kommun i Ångermanland och ingår i Ångermanälvens huvudavrinningsområde.